# Michał Pazdan
Michał Pazdan (* 21. September 1987 in Krakau) ist ein polnischer Fußballspieler.

## Karriere

### Verein
Der Abwehrspieler begann bei Hutnik Kraków in seiner polnischen Heimat mit dem Fußballspielen, ehe er 2007 zu Górnik Zabrze wechselte. 
Hier wurde er gleich in seiner ersten Saison zum Stammspieler. Er galt als eins der größten polnischen Fußballtalente. Zur Saison 2011/12 wechselte Pazdan zum Ligakonkurrenten Jagiellonia Białystok, wo er einen 3-Jahres-Vertrag unterschrieb. Bei Jagiellonia war er immer Stammspieler und brachte es auf 86 Spiele in der Ekstraklasa. Zur Saison 2015/2016 wechselt er zum polnischen Top-Klub Legia Warschau, wo er für 4 Jahre unterschrieb. In der ersten Saison war er bis auf zwei Auszeiten wegen einer Ellenbogenverletzung Stammspieler in der Innenverteidigung und ab dem 15. Spieltag Mannschaftskapitän. Am Saisonende holte er mit dem Verein den Meistertitel und den Landespokal.
In der Wintertransferperiode 2018/19 wechselte er zum türkischen Erstligisten MKE Ankaragücü. 2021 war er zurück bei Jagiellonia.

### Nationalmannschaft

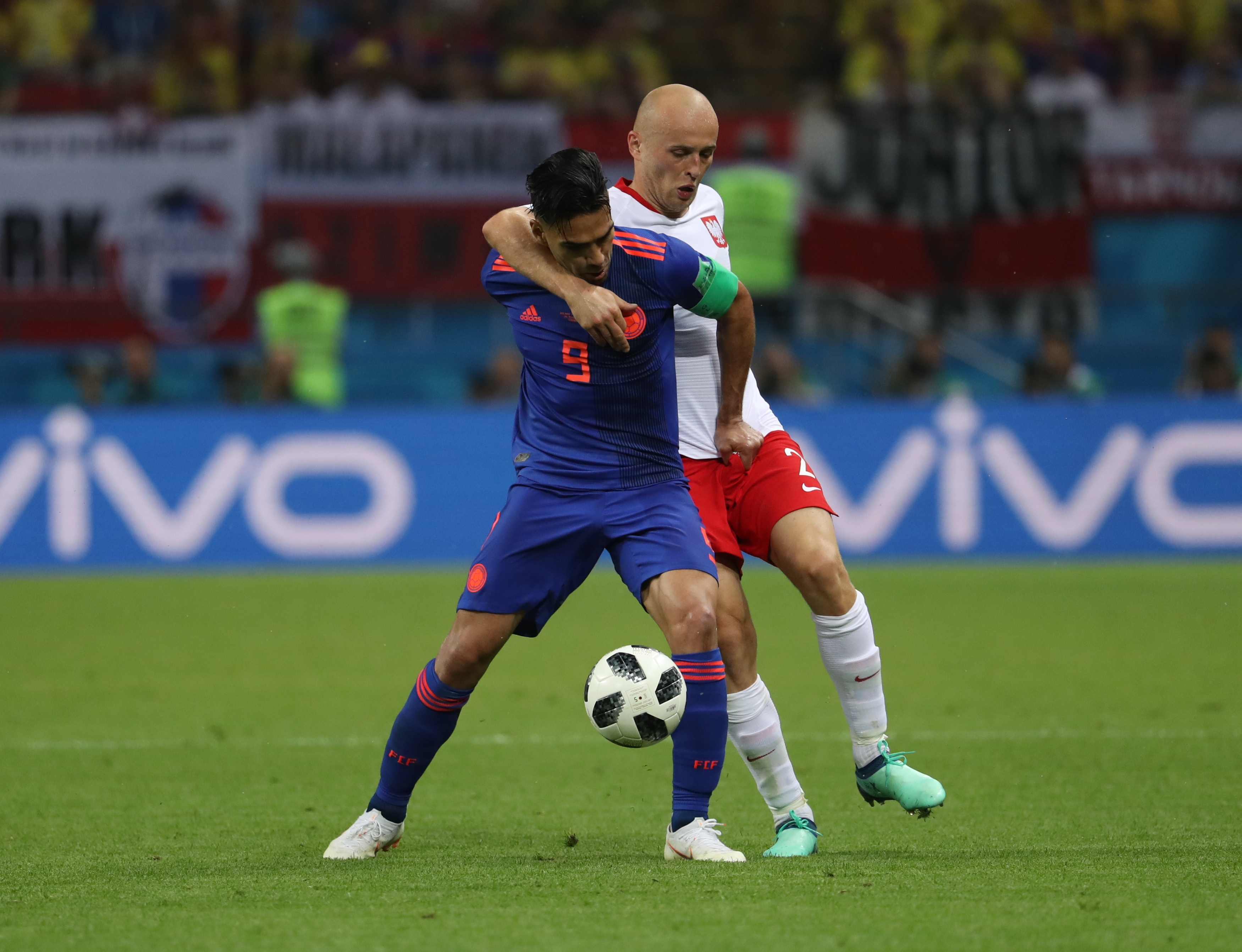
Radamel Falcao und Michał Pazdan

Am 15. Dezember 2007 gab Michał Pazdan gegen Bosnien-Herzegowina sein Debüt für die polnische A-Nationalmannschaft. Zum Erstaunen aller Fußballexperten nominierte ihn der polnische Nationaltrainer Leo Beenhakker in den Kader für die Europameisterschaft 2008 in Österreich und der Schweiz. Dort kam er jedoch zu keinem Einsatz. Nach der EM wurde er auch nicht mehr für die Nationalmannschaft nominiert.
Erst Ende 2013 wurde er vom neuen Nationaltrainer Adam Nawałka wieder in die Nationalmannschaft geholt. Er bestritt mehrere Freundschaftsspiele und in der Qualifikation für die Europameisterschaft 2016 in Frankreich wurde er dreimal eingesetzt. Danach wurde er auch ins polnische EM-Aufgebot aufgenommen. Er absolvierte alle fünf Partien als Stammspieler und stand jede Spielminute inklusive zweier Verlängerungen auf dem Platz. Das Team kam bis ins Viertelfinale, wo man gegen Portugal im Elfmeterschießen verlor.
Bei der Weltmeisterschaft 2018 in Russland gehörte er zum polnischen Aufgebot. Er wurde in zwei Gruppenspielen eingesetzt und schied mit der Mannschaft nach der Gruppenphase aus.

## Erfolge
- Polnischer Meister: 2016, 2017, 2018
- Polnischer Pokalsieger: 2016, 2018
- Europameisterschaftsteilnahme: 2008 und 2016